# Qu He
Qu He (kinesiska: 渠河) är ett vattendrag i Kina. Det ligger i provinsen Shandong, i den östra delen av landet, omkring 220 kilometer öster om provinshuvudstaden Jinan. Qu He ligger vid sjön Xiashan Shuiku.
Genomsnittlig årsnederbörd är 757 millimeter. Den regnigaste månaden är juli, med i genomsnitt 239 mm nederbörd, och den torraste är januari, med 11 mm nederbörd.